# Asystasia decipiens
Asystasia decipiens är en akantusväxtart som beskrevs av Hermann Heino Heine. Asystasia decipiens ingår i släktet Asystasia och familjen akantusväxter. Inga underarter finns listade i Catalogue of Life.